# William Bentinck
Lord William Henry Cavendish-Bentinck (14 de septiembre de 1774-17 de junio de 1839) fue un político inglés que sirvió como gobernador general de la India entre 1828 y 1835.

## Biografía

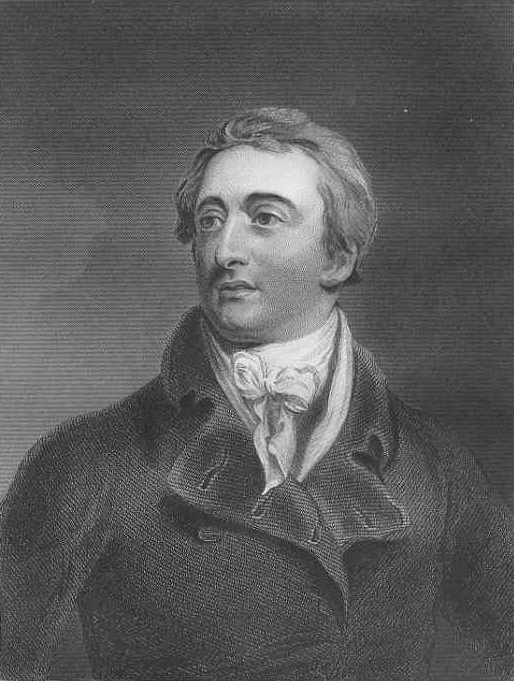
Lord William Bentinck

Era el segundo hijo de William Cavendish-Bentinck, 3.er duque de Portland, quien fue primer ministro del Reino Unido en 1783 y entre 1807 y 1809.
En 1803 fue nombrado, sorprendentemente, gobernador de Madrás. Aunque su mandato fue relativamente exitoso, terminó de una manera un tanto brusca, al declararse un motín en Vellore en 1806 a causa de la directiva que promulgó Bentinck prohibiendo que las tropas nativas pudieran usar su traje tradicional. Tras este motín, Bentinck fue trasladado a España, donde participó en la Guerra de la Independencia, y luego fue nombrado comandante de las tropas británicas en Sicilia en julio de 1811. Tomó durante la guerra de la Sexta Coalición tras desembarcar el 9 de marzo de 1814 en Livorno (tomada por las aliadas tropas napolitanas el 31 de enero). El 13 Luca, el 5 de abril  La Spezia, el 11 Chiavari y Génova el 18 de abril, tras asedio iniciado el 14.
A su vuelta a Inglaterra en 1815, Bentinck se sentó en la Cámara de los Comunes durante un tiempo antes de ser nombrado gobernador general de la India en 1827. Durante su mandato, Bentinck aplicó fuertes medidas para recortar los gastos, reformó el sistema judicial y potenció una educación más europea hacía los nativos para que se adaptaran a la burocracia inglesa.
Al final de su mandato, Bentinck volvió al Reino Unido en 1835, donde recuperó su puesto en la Cámara de los Comunes.
Lord Bentinck murió en París el 17 de junio de 1839.